# Grain (musique)
Pour les articles homonymes, voir Grain.
En musique, le grain est la façon dont les mélodies, les rythmes et les harmonies sont combinés dans une composition, déterminant ainsi la qualité globale du son dans un morceau. Le grain qualifie la particularité du timbre d'un son : sa rugosité, son épaisseur ou sa finesse. 